# Shangrilaia nana
Shangrilaia es un género monotípico de plantas fanerógamas perteneciente a la familia Brassicaceae. Su única especie, Shangrilaia nana es originaria de China donde se encuentra en Yunan en Shangri-La.

## Taxonomía
Shangrilaia nana fue descrita por  Al-Shehbaz, J.P.Yue & H.Sun y publicado en Novon 14(3): 273, f. 1. 2004.
sinonimia
- Ermania saposhnikovii A.N.Vassiljeva